# Caloctenus
Caloctenus là một chi nhện trong họ Ctenidae.